# فطين رشدي زورلو
فطين رشدي زورلو (بالتركية:Fatin Rüştü Zorlu) (20 أبريل 1910م - 16 سبتمبر 1961م)، كان سياسيًا ودبلوماسيًا تركيًا شغل عدة مناصب دبلوماسية في القنصليات والسفارات التركية كما عمل في عدة مناصب وزارية بحكومة عدنان مندريس فقد شغل منصب نائب رئيس الوزراء 1954-55. وآخرها وزيرا للخارجية بين عامي 1957 و 1960. نفذ فيه حكم الإعدام بعد الانقلاب العسكري في 27 مايو 1960م في جزيرة إمرالي مع رئيس الوزراء عدنان مندريس ووزير المالية حسن بولاتكان.

## ولادته ودراسته
ولد في 20 أبريل 1910 في إسطنبول لعائلة أصلها من قرية زور، أرتوين في شمال شرق تركيا. بعد اكماله دراسته الثانوية في ثانوية غلطة سراي، سافر إلى فرنسا ودرس العلوم السياسية في معهد الدراسات السياسية بباريس، ثم درس القانون في جامعة جنيف بسويسرا.

## نشاطه السياسي
بعد عودته إلى تركيا، بدأ زورلو حياته المهنية عام 1932 م دبلوماسيًا في وزارة الشؤون الخارجية. من 1938م فصاعدا، خدم في عدة مناصب في السفارات والقنصليات في عدة عواصم: برن (سويسرا)، باريس (فرنسا)، موسكو (الاتحاد السوفياتي)، بيروت (لبنان) وكذلك في مقر وزارة الخارجية في أنقرة. وبعد انضمام تركيا إلى حلف شمال الاطلسي يوم 18 فبراير 1952م، عين سفيرا لتركيا في منظمة حلف شمال الأطلسي في مقر القيادة العليا للقوات المتحالفة في أوروبا بباريس.
وفي عام 1954م، دخل زورلو ميدان السياسة ورشح نفسه عن الحزب الديمقراطي ففاز بالانتخابات عضوا في الجمعية الوطنية التركية الكبرى نائبا عن مدينة جاناكالي. شغل منصب نائب رئيس الوزراء بين عامي 1954 و1955، ثم وزيرا للدولة في عام 1955، وعين وزير للخارجية من عام 1957 حتى 27 مايو عام 1960، عندما قام ضباط من القوات المسلحة التركية بانقلاب عسكري وأطاحوا بحكومة رئيس الوزراء عدنان مندريس.
في عام 1959 شارك مع عدنان مندريس في اجتماع بيلدربيرغ في يشيل كوي، تركيا. ويشاع أن الانقلاب قد يكون أراد اتخاذ اجراءاته ضد ذلك الاجتماع.
ألقي القبض عليه جنبا إلى جنب مع بعض أعضاء الحزب الآخرين، بتهمة انتهاك الدستور، وقدم للمحاكمة في جزيرة يسيدا. وحكم عليه بالإعدام، ونفذ شنقا في جزيرة إمرالي في 16 سبتمبر 1961 كما نفذ برفيقيه عدنان مندريس وحسن بولاتكان.
بعد سنوات عديدة من وفاته رد اليه الاعتبار ونقل ليدفن في ضريح خاص أقيم له في إسطنبول على تلة قريبة من طوب قابي في 17 سبتمبر 1990 جنبا إلى جنب مع صاحبيه الذين أعدما في عام 1960.

## روابط خارجية
- فطين رشدي زورلو على موقع مونزينجر (الألمانية)